# 鎮戎軍
镇戎军，中国宋朝时设置的军。
宋太宗至道三年（997年），设置镇戎军，治所在今宁夏回族自治区固原市。宋仁宗庆历年间在此爆发宋夏战争，和议后，宋朝在设立榷场，与西夏互市。金朝金世宗大定年间改为镇戎州，蒙古帝国改为原州。